# Benoît Peschier
Benoît Peschier, född den 21 mars 1980 i Guilherand-Granges, Frankrike, är en fransk kanotist.
Han tog OS-guld i K-1 i slalom i samband med de olympiska kanottävlingarna 2004 i Aten.